# Longat (Balige)
Longat is een bestuurslaag in het regentschap Toba Samosir van de provincie Noord-Sumatra, Indonesië. Longat telt 387 inwoners (volkstelling 2010).